# Giulio Gerardi
Giulio Gerardi   (Vinai, 30 de novembre de 1912 - província de Cuneo, 10 de juliol de 2001) va ser un esquiador de fons italià que va competir durant les dècades de 1930 i 1940.
El 1936 va prendre part en els Jocs Olímpics de Garmisch-Partenkirchen, on disputà dues proves del programa d'esquí de fons. Destaca la quarta posició en la cursa dels 4x10 quilòmetres, mentre en els 18 quilòmetres fou dinovè.
En el seu palmarès destaquen dues medalles de bronze al Campionat del Món d'esquí nòrdic, el 1937 i 1941 i dos campionats nacionals.